# Epimetopus robustus
Epimetopus robustus (лат.) — вид жуков рода Epimetopus из семейства Epimetopidae. Панама.

## Описание
Водные жуки мелкого размера, вытянутой формы, слабо выпуклые. Длина тела около 1,5 мм. Голова чёрная, дорзум красный, вентер и тазики темно-коричневые, максиллярные щупики коричневые. Габитус этого вида очень похож на габитус некоторых других представителей группы E. costatus; отличается строением эдеагуса, который очень широкий и толстый; его строение нельзя спутать ни с каким другим видом рода. Углубления передних тазиков закрытые сзади; метастернум с однообразной скульптурой, без отграниченной гладкой области. Пронотум нависает над головой в виде выступа. Усики состоят из 9 антенномеров. Глаза крупные. Лапки 5-члениковые.

## Таксономия
Вид был впервые описан в 2012 году в ходе родовой ревизии, проведённой американским колеоптерологом Филипом Перкинсом и назван E. robustus в связи с широкими и крупным эдеагусом.